# Думитреску, Йон (композитор)
Йон Думитре́ску (рум. Ion Dumitrescu; 02 июня (20 июня) 1913, Отешани, Арджеш, Румыния — 6 сентября 1996, Бухарест, Румыния) — румынский композитор, дирижёр и педагог. Член-корреспондент Академии изящных искусств Франции (1977). Член Тиберийской академии в Риме (1981). Брат Георге Думитреску.

## Биография
В 1934—1941 годах учился в Бухарестской консерватории y Михаила Жоры, Фауста Николеску и Aльфонсо Kастальди (гармония), Димитрие Kуклина (композиция), Константина Брэилою (история музыки). В 1940—1947 годах — композитор и дирижёр Национального театра. B 1956—1963 годах — первый секретарь, а c 1963 года — председатель Союза композиторов Pумынии. С 1944 года — профессор гармонии Бухарестской консерватории, а c 1956 года — заведующий кафедрой теоретико-композиторского факультета. Автор педагогических пособий («120 Solfegii de grad superior», București, 1960, 1964, и других). Писал музыку к спектаклям (свыше 45) и фильмам.

## Сочинения
- симфония (1948)
- симфониетта (1957)
- сюита № 1 (1938)
- сюита № 2 (1940)
- сюита № 3 (1944)
- прелюдия (1952)
- струнный квартет (1949)

## Литературные сочинения
- Societatea compozitorilor romani. 25 ani de muzica romanesca. — București, 1945.
- Muzica on Bucuresti de ieri si de azi. — București, 1959.
- Arta muzicii si elementele ei, «Muzica», 1961, No 11-12.

## Награды
- 1949 — Государственная премия Румынии (за симфонию)
- 1954 — Заслуженный деятель искусств СРР
- 1954 — Государственная премия Румынии
- 1959 — Орден Звезды Народной Республики Румыния IV степени[1]
- 1966 — Орден «За заслуги перед культурой»[рум.] I степени[2]
- 1971 — Орден «23 августа» I степени[3]
- 1973 — Орден Звезды Народной Республики Румыния I степени[4]